# پیشنک
پیشنک، روستایی در دهستان فنوج بخش مرکزی شهرستان فنوج در استان سیستان و بلوچستان ایران است.

## جمعیت
جمعیت این روستا بر اساس سرشماری نفوس و مسکن در سال ۱۳۹۵، زیر سه خانوار بوده‌است.